# Liste der österreichischen Abgeordneten zum EU-Parlament (2009–2014)
Die Liste der österreichischen Abgeordneten zum EU-Parlament (2009–2014) listet alle österreichischen Mitglieder des 7. Europäischen Parlamentes nach der Europawahl in Österreich 2009.

## Mandatsstärke der Parteien
- S&D: 4
- G/EFA: 2
- EVP: 6
- NI: 5

- S&D: 5
- G/EFA: 2
- EVP: 6
- NI: 6

| Nationale Partei                             | Mandate | Fraktion                                                                               |
| -------------------------------------------- | ------- | -------------------------------------------------------------------------------------- |
| Österreichische Volkspartei (ÖVP)            | 6       | Fraktion der Europäischen Volkspartei (EVP)                                            |
| Sozialdemokratische Partei Österreichs (SPÖ) | 004+1   | Fraktion der Progressiven Allianz der Sozialdemokraten im Europäischen Parlament (S&D) |
| Liste Dr. Martin                             | 3       | Fraktionslose Abgeordnete (NI)                                                         |
| Freiheitliche Partei Österreichs (FPÖ)       | 2       | Fraktionslose Abgeordnete (NI)                                                         |
| Bündnis Zukunft Österreich (BZÖ)             | 000+1   | Fraktionslose Abgeordnete (NI)                                                         |
| Die Grünen – Die Grüne Alternative           | 2       | Die Grünen/Europäische Freie Allianz (G/EFA)                                           |
| Gesamt                                       | 017+2   |                                                                                        |

## Abgeordnete
| Name                | Bild | Partei | Partei | Fraktion | von               | bis              | Anmerkung |
| ------------------- | ---- | ------ | ------ | -------- | ----------------- | ---------------- | --- |
| Heinz Becker        |      |        | ÖVP    | EVP      | 1. April 2011     | 1. Juli 2019     | Nachgerückt für Hella Ranner |
| Martin Ehrenhauser  |      |        | MARTIN | NI       | 14. Juli 2009     | 30. Juni 2014    | |
| Karin Kadenbach     |      |        | SPÖ    | S&D      | 14. Juli 2009     | 1. Juli 2019     | |
| Othmar Karas        |      |        | ÖVP    | EVP      | 20. Juli 1999     |                  | |
| Elisabeth Köstinger |      |        | ÖVP    | EVP      | 14. Juli 2009     | 8. November 2017 | |
| Jörg Leichtfried    |      |        | SPÖ    | S&D      | 20. Juli 2004     | 24. Juni 2015    | |
| Eva Lichtenberger   |      |        | GRÜNE  | G/EFA    | 20. Juli 2004     | 30. Juni 2014    | |
| Ulrike Lunacek      |      |        | GRÜNE  | G/EFA    | 14. Juli 2009     | 8. November 2017 | |
| Hans-Peter Martin   |      |        | MARTIN | NI       | 20. Juli 1999     | 30. Juni 2014    | SPÖ: 20.07.1999 – 19.07.2004 MARTIN: 20.07.2004 – 30.06.2014                                                                              |
| Andreas Mölzer      |      |        | FPÖ    | NI       | 20. Juli 2004     | 30. Juni 2014    | |
| Franz Obermayr      |      |        | FPÖ    | NI       | 14. Juli 2009     | 1. Juli 2019     | |
| Hubert Pirker       |      |        | ÖVP    | EVP      | 11. November 1996 | 30. Juni 2014    | mit zwei Unterbrechungen Abgeordneter: 11.11.1996 – 19.07.2004 01.02.2006 – 14.07.2009 31.03.2011 – 30.06.2014 Nachrücker: Ernst Strasser |
| Hella Ranner        |      |        | ÖVP    | EVP      | 14. Juli 2009     | 31. März 2011    | Nachrücker: Heinz Becker |
| Evelyn Regner       |      |        | SPÖ    | S&D      | 14. Juli 2009     |                  | |
| Paul Rübig          |      |        | ÖVP    | EVP      | 25. Jänner 1996   | 1. Juli 2019     | |
| Richard Seeber      |      |        | ÖVP    | EVP      | 20. Juli 2004     | 30. Juni 2014    | |
| Ewald Stadler       |      |        | BZÖ    | NI       | 7. Dezember 2011  | 30. Juni 2014    | Mit dem Vertrag von Lissabon nachgerückt                                                                                                  |
| Ernst Strasser      |      |        | ÖVP    | EVP      | 14. Juli 2009     | 24. März 2011    | Nachrücker: Hubert Pirker |
| Hannes Swoboda      |      |        | SPÖ    | S&D      | 11. Nov. 1996     | 30. Juni 2014    | |
| Josef Weidenholzer  |      |        | SPÖ    | S&D      | 1. Dezember 2011  | 1. Juli 2019     | Mit dem Vertrag von Lissabon nachgerückt                                                                                                  |
| Angelika Werthmann  |      |        | MARTIN | NI       | 14. Juli 2009     | 30. Juni 2014    | |